# Kate Nelligan
Patricia Colleen Nelligan, ismertebb nevén Kate Nelligan (London, Ontario, 1950. március 16. –) BAFTA-díjas kanadai színésznő.

## Élete és pályafutása
1951. március 16-án született Patricia Colleen Nelligan néven, az Ontario állambeli Londonban, Patrick Joseph Nelligan és Alice Dier gyermekeként.
Tanulmányait a York Egyetemen, Torontóban végezte el. Ezután a Központi Beszéd- és Drámaiskola tanulója volt Londonban.
1972-ben Bristolban lépett színpadra, a helyi Old Vic Színházban játszott. 1974-ben Londonban lépett fel. Egy évvel később a Nemzeti Színház tagja lett és szerepelt Stratfordban is. 1988-ban debütált a Broadwayon.

## Filmográfia

### Film
| Év   | Magyar cím              | Eredeti cím                   | Szerep                     | Magyar hang        |
| ---- | ----------------------- | ----------------------------- | -------------------------- | ------------------ |
| 1975 | Egy romantikus angol nő | The Romantic Englishwoman     | Isabel                     | Ronyecz Mária      |
| 1979 | Drakula                 | Dracula                       | Lucy Seward                | Kovács Nóra        |
| 1980 | Kiút az őrületből       | Crossover                     | Peabody                    | Náray Erika        |
| 1981 | Tű a szénakazalban      | Eye of the Needle             | Lucy Rose                  | Császár Angela     |
| 1983 |                         | Without a Trace               | Susan Selky                |                    |
| 1985 | Eleni                   | Eleni                         | Eleni Gatzoyiannis         | Kútvölgyi Erzsébet |
| 1987 |                         | Il giorno prima               | Sarah Howell               |                    |
| 1990 | A fehér szoba           | White Room                    | Jane                       |                    |
| 1991 | Krumplirózsa            | Frankie and Johnny            | Cora                       | Andresz Kati       |
| 1991 | Árnyak és köd           | Shadows and Fog               | Eve                        | Némedi Mari        |
| 1991 | Hullámok hercege        | The Prince of Tides           | Lila Wingo Newbury         | Udvaros Dorottya   |
| 1993 | Végzetes ösztön         | Fatal Instinct                | Lana Ravine                | Andresz Kati       |
| 1993 | Végzetes ösztön         | Fatal Instinct                | Lana Ravine                | Zakariás Éva       |
| 1994 | Farkas                  | Wolf                          | Charlotte Randall          | Prókai Annamária   |
| 1994 | Farkas                  | Wolf                          | Charlotte Randall          | Andresz Kati       |
| 1995 | Margaret múzeuma        | Margaret's Museum             | Catherine MacNeil          |                    |
| 1995 | A szerelem színei       | How to Make an American Quilt | Constance Saunders         |                    |
| 1996 | A hírek szerelmesei     | Up Close and Personal         | Joanna Kennelly            | Farkasinszky Edit  |
| 1998 | Életre-halálra          | U.S. Marshals                 | Catherine Walsh rendőrbíró | Győry Franciska    |
| 1998 | Kész képregény          | Boy Meets Girl                | Mrs. Jones                 | Kiss Mari          |
| 1999 | Árvák hercege           | The Cider House Rules         | Olive Worthington          | Tóth Judit         |
| 2007 | Megérzés                | Premonition                   | Joanne                     | Császár Angela     |

### Televízió

#### Tévéfilm
| Év   | Magyar cím                          | Eredeti cím                             | Szerep                     | Magyar hang        |
| ---- | ----------------------------------- | --------------------------------------- | -------------------------- | ------------------ |
| 1975 | Monte Cristo grófja                 | The Count of Monte Cristo               | Mercedes                   | Pap Éva            |
| 1975 | Monte Cristo grófja                 | The Count of Monte Cristo               | Mercedes                   | Csere Ágnes        |
| 1975 | Monte Cristo grófja                 | The Count of Monte Cristo               | Mercedes                   | Náray Erika        |
| 1979 | Szeget szeggel                      | Measure for Measure                     | Isabella                   | Kútvölgyi Erzsébet |
| 1982 |                                     | Victims                                 | Ruth Hession               |                    |
| 1987 |                                     | Kojak: The Price of Justice             | Kitty                      |                    |
| 1989 |                                     | Love and Hate                           | JoAnn Thatcher             |                    |
| 1992 |                                     | Terror Stalks the Class Reunion         | Kay                        |                    |
| 1992 | A nagy gyémántrablás                | The Great Diamond Robbery               | Holly Plum                 | Andresz Kati       |
| 1993 |                                     | Liar, Liar: Between Father and Daughter | Susan Miori                |                    |
| 1993 |                                     | Shattered Trust: The Shari Karney Story | Stephanie Chadford         |                    |
| 1994 | A remény városa                     | In Spite of Love                        | Elise                      |                    |
| 1995 | Ártatlan áldozatok (Egy anya imája) | A Mother's Prayer                       | Sheila Walker              |                    |
| 1996 |                                     | Captive Heart: The James Mink Story     | Elizabeth Mink             |                    |
| 1996 |                                     | Calm at Sunset, Calm at Dawn            | Margaret Pfeiffer          |                    |
| 1999 |                                     | Love Is Strange                         | Kathryn McClain            |                    |
| 1999 | Nincs igazság                       | Swing Vote                              | Sara Marie Brandwynne bíró | Menszátor Magdolna |
| 1999 | Nincs igazság                       | Swing Vote                              | Sara Marie Brandwynne bíró | Kocsis Judit       |
| 2000 | Kegyelet                            | Blessed Strangers: After Flight 111     | Kate O'Rourke              |                    |
| 2001 | Walter és Henry                     | Walter and Henry                        | Elizabeth                  |                    |
| 2003 | Az idő rabjai                       | A Wrinkle in Time                       | Mrs. Which                 |                    |
| 2006 | Út az ismeretlenből                 | In from the Night                       | Vera Miller                |                    |

#### Sorozatok
| Év        | Magyar cím                               | Eredeti cím                       | Szerep                          | Megjegyzések                    |
| --------- | ---------------------------------------- | --------------------------------- | ------------------------------- | ------------------------------- |
| 1971      |                                          | Great Performances                | Laura                           | 1 epizód                        |
| 1973      |                                          | The Edwardians                    | Alice Keppel                    | minisorozat (1 epizód)          |
| 1973      |                                          | Country Matters                   | Christie Davenport              | 1 epizód                        |
| 1973–1974 | Az Onedin család                         | The Onedin Line                   | Leonora Biddulph                | visszatérő szereplő (13 epizód) |
| 1974      |                                          | ITV Sunday Night Drama            | Laura                           | 1 epizód                        |
| 1976      | A Kaméliás Hölgy                         | The Lady of the Camellias         | Marguerite Gautier              | 2 epizód                        |
| 1977      |                                          | The Sunday Drama                  | Ann                             | 1 epizód                        |
| 1977–1980 |                                          | Play for Today                    | Hilary / Anna Seaton / Caroline | 3 epizód                        |
| 1980      |                                          | Thérèse Raquin                    | Thérèse Raquin                  | minisorozat (3 epizód)          |
| 1980      |                                          | Forgive Our Foolish Ways          | Vivien Lanyon                   | 4 epizód                        |
| 1991      |                                          | American Playhouse                | Barbara Hoyle                   | 1 epizód                        |
| 1991      |                                          | Golden Fiddles                    | Anne Balfour                    | minisorozat (2 epizód)          |
| 1991      |                                          | Performance                       | Kate                            | 1 epizód                        |
| 1992      | Váratlan utazás                          | Road to Avonlea                   | Sydney Carver                   | 1 epizód                        |
| 1992      |                                          | Heritage Minutes                  | Emily Murphy                    | 1 epizód                        |
| 1994      |                                          | Million Dollar Babies             | Helena Reid                     | minisorozat (2 epizód)          |
| 2004      |                                          | Human Cargo                       | Nina Wade                       | minisorozat (3 epizód)          |
| 2008      | Az utolsó órában                         | Eleventh Hour                     | Gepetto                         | 1 epizód                        |
| 2010      | Esküdt ellenségek: Különleges ügyosztály | Law & Order: Special Victims Unit | Sylvia Quinn bíró               | 2 epizód                        |

## Színházi szerepei
- Stella (T. Williams: A vágy villamosa)
- Pegeen Mike (A nyugati világ bajnoka)
- Lulu

## Díjai
- Az Evening Standard díja (1978)
- BAFTA-díj a legjobb női főszereplőnek (1992)

## Fordítás
- Ez a szócikk részben vagy egészben  a   Kate Nelligan című angol Wikipédia-szócikk fordításán alapul.  Az eredeti cikk szerkesztőit annak laptörténete sorolja fel. Ez a jelzés csupán a megfogalmazás eredetét és a szerzői jogokat jelzi, nem szolgál a cikkben szereplő információk forrásmegjelöléseként.